# Pteris comans
Pteris comans är en kantbräkenväxtart som beskrevs av Georg Forster. Pteris comans ingår i släktet Pteris och familjen Pteridaceae. Inga underarter finns listade.

## Bildgalleri

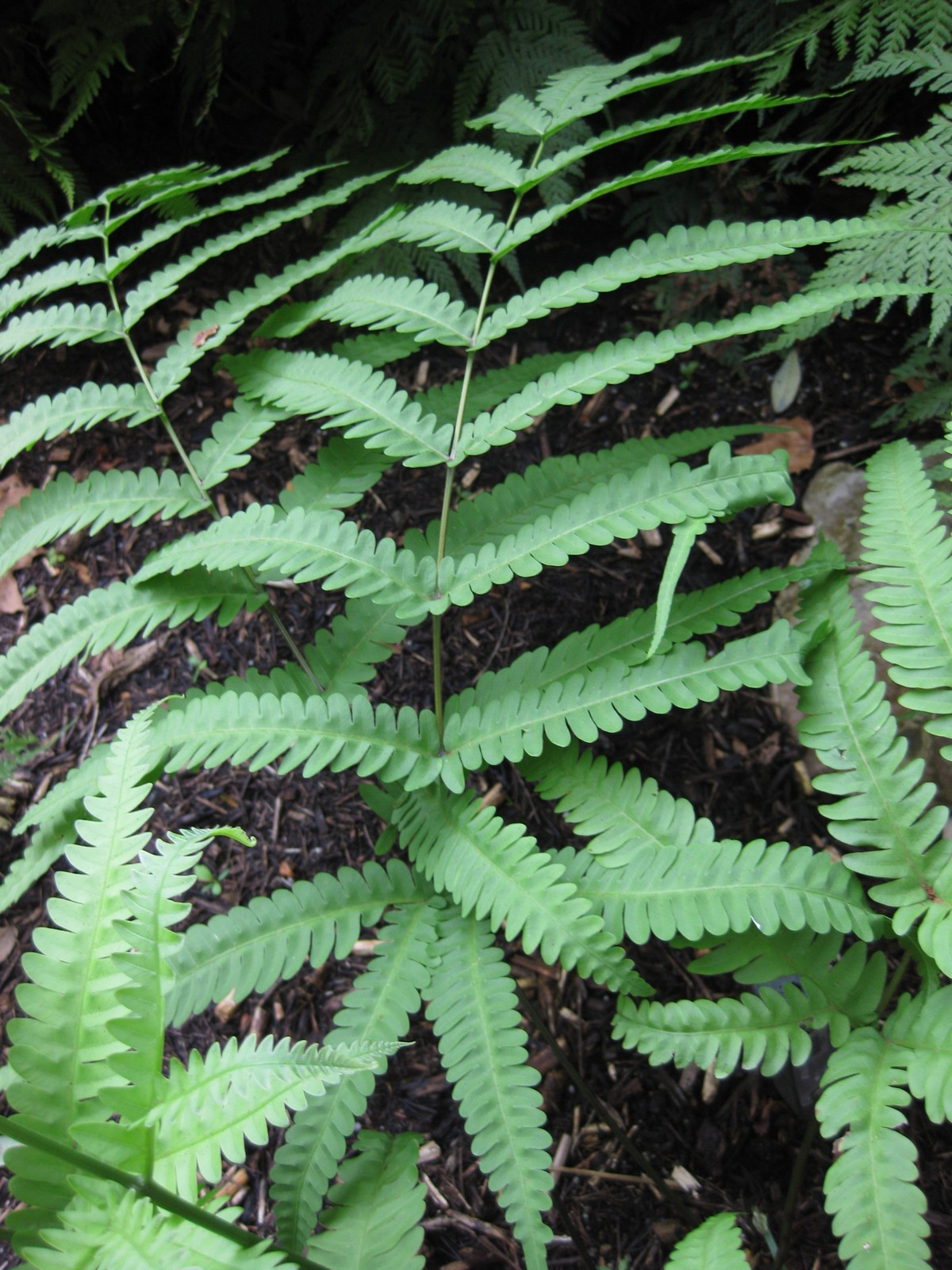
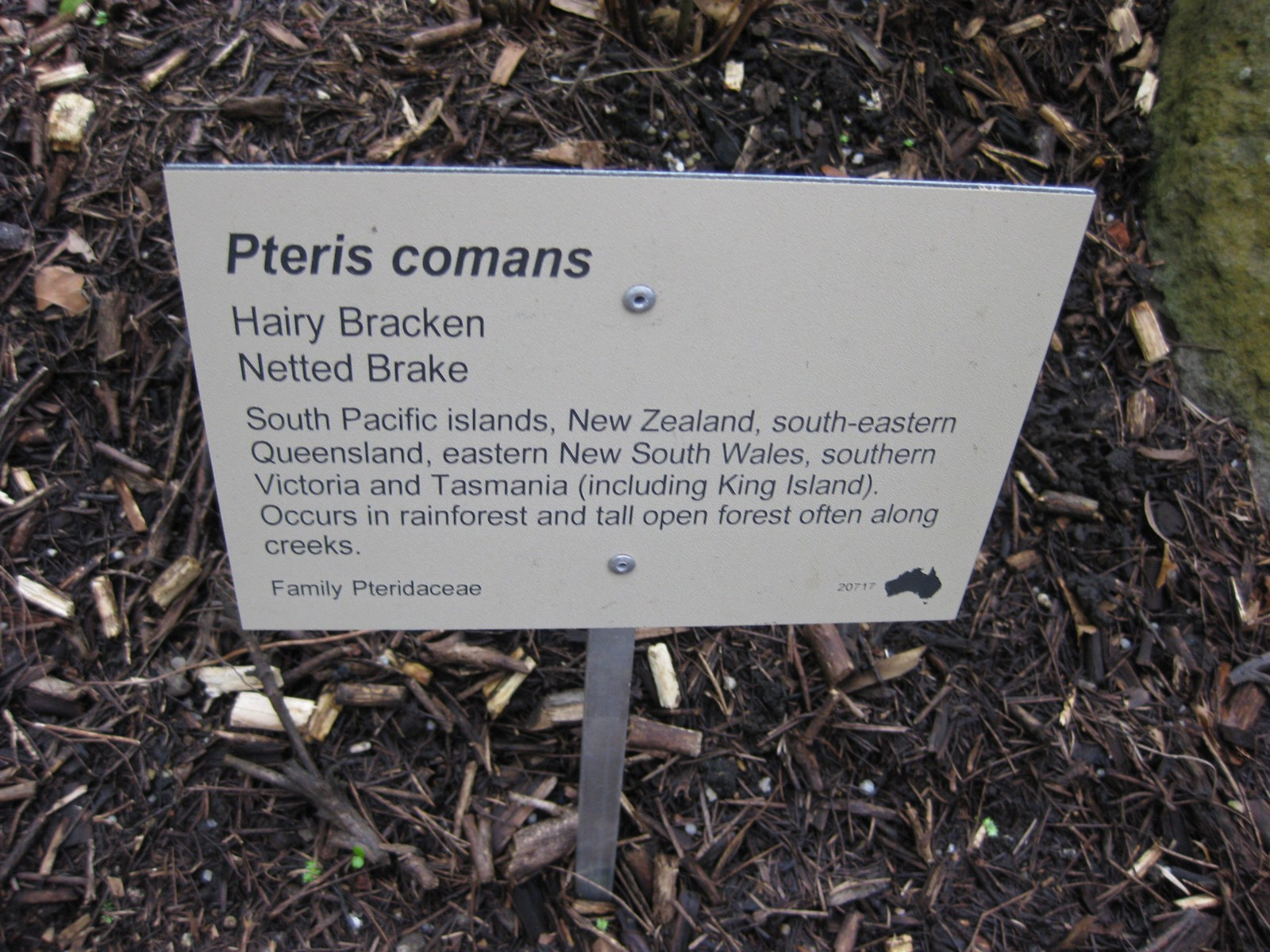
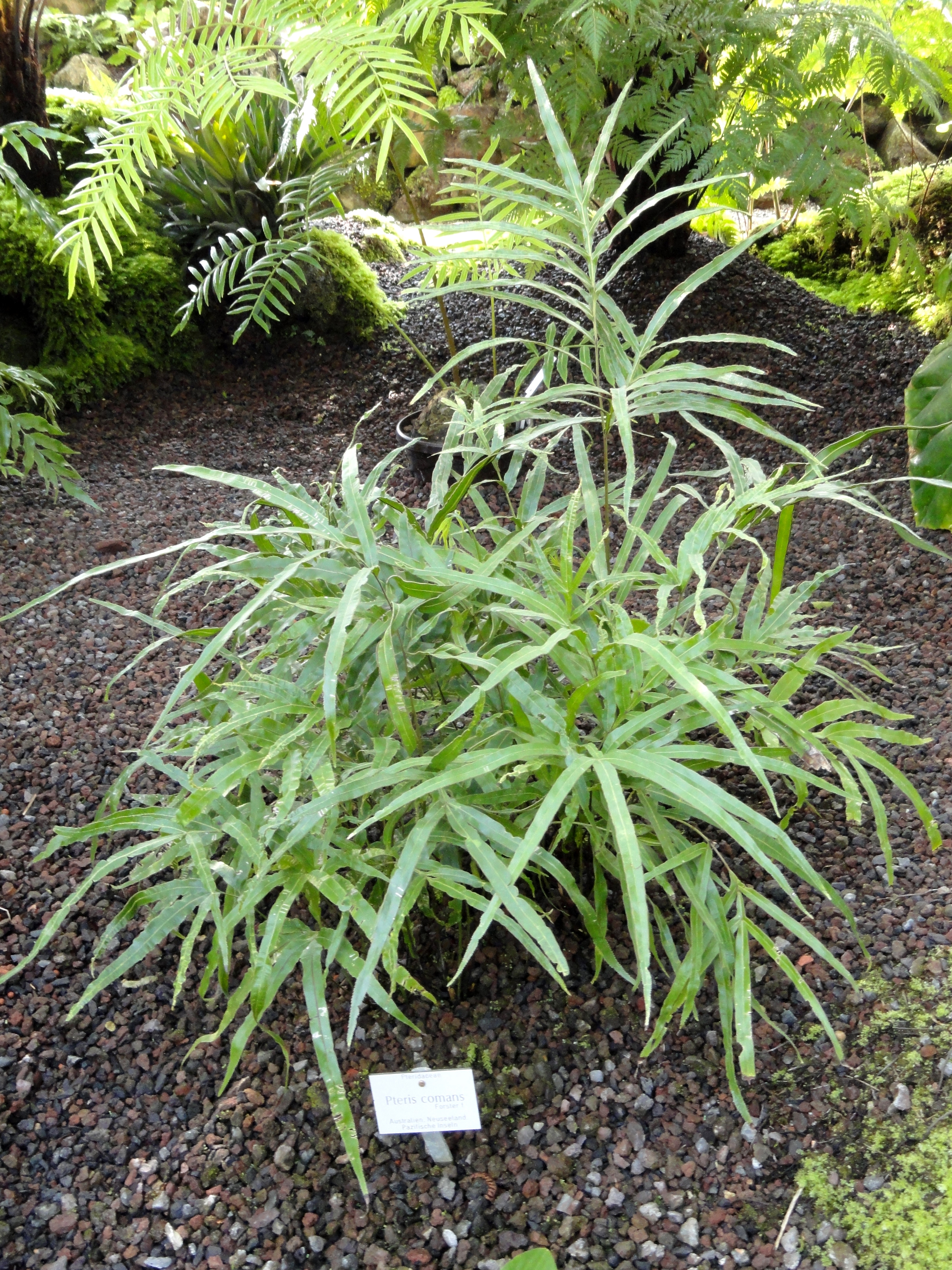